# Diane Robert
Pour les articles homonymes, voir Robert (patronyme).
 (août 2010).
Si vous disposez d'ouvrages ou d'articles de référence ou si vous connaissez des sites web de qualité traitant du thème abordé ici, merci de compléter l'article en donnant les références utiles à sa vérifiabilité et en les liant à la section « Notes et références ».
Diane Robert, né le 1er avril 1977 est une actrice française.

## Biographie
Diane Robert a suivi sa formation de 1994 à 1995 aux cours de Théâtre à l'école Florent et de 1997 à 1998 à l'Actors Studio.
Elle est apparue dans plusieurs séries et téléfilms.

## Filmographie

### Télévision
- 1995 : Le Miracle de l'amour : Noémie
- 1995 : La philo selon Philippe : Karine
- 1995 : Premiers baisers : Clothilde (copine d'Anthony)
- 1996 : Studio Sud : Lisa
- 1996 : Sous le soleil : Diane mannequin (saison 1, épisode 3)
- 1997 : Les Vacances de l'amour : Théodora Géricault (saison 3, épisode 2)
- 1998 : Les Années bleues : Sarah
- 1999: Sous le soleil : Diane (patronne de Benjamin sur le bateau) (saison 5, épisodes 23 et 25)
- 1999 : H (épisode Une histoire d'amours)
- 2001: Largo Winch : Madeline (saison 1, épisode 21)
- 2002 : La famille Guérin (saison 1, épisode 3)
- 2003 : 72 heures : Laura
- 2005-2007 : Sous le soleil : Claire Olivier / Juliette
- 2006 : La vie devant nous : Liam (saison 1, épisode 50)
- 2009 : L'internat : belle-mère de Yann
- 2012 : Lignes de vie : Chloé
- 2012 : Famille d'accueil : Audrey (saison 10, épisode 2)
- 2012 : A votre service : Céline
- 2012 : Strictement Platonique : Lucie (saison 1, épisode 6)
- 2014 - 2019 à la télévision : Section de recherches : Muriel, belle-mère d'Eliott  (saison 8 ép. 1 / saison 9 ép. 2 / saison 10 ép. 10 et 13 / saison 13 ép. 4, 6 et 8)
- 2014-2018 : Plus belle la vie : Caroline Fava
- 2015 : Famille d’accueil : Lydia (saison 13, épisode 3)
- 2015 : Commissaire Magellan (épisode Jet, set et meurtres)
- 2015 : Joséphine ange gardien : Docteur Thomas (épisode Dans la tête d'Antoine)
- 2016 : La Stagiaire de Olivier Barma : Elodie Lazare
- 2018 : Les Ombres du passé de Denis Malleval : Capitaine Belkacem
- 2018 : Jusqu'à ce que la mort nous unisse de Delphine Lemoine : Nadia
- 2019 : Caïn de Bertrand Arthuys : Claire Vautrin
- 2019 : L'Héritage de Laurent Dussaux : Nathalie Perrin
- 2021 : Ici tout commence : Alice Gaissac
- 2022 : Simon Coleman de Nicolas Copin : Victoria
- 2024 : Meurtres à Meaux d'Adeline Darraux : Cécile
- 2024 : La Stagiaire, épisode Cabaret : Virginie Martenoux
- 2025 : Monsieur Parizot, épisode Le maître du crime : Hélène Balzan